# فيك لوند
فيك لوند (20 أبريل 1902 في المملكة المتحدة - 20 فبراير 1971 في المملكة المتحدة) (بالإنجليزية: Vic Lund)‏ هو لاعب كريكت بريطاني وبريطاني (وحمل سابقاً جنسية المملكة المتحدة لبريطانيا العظمى وأيرلندا). لعب مع Buckinghamshire County Cricket Club ‏ والمقاطعات الوطنية للكريكيت الإنجليزي والويلزي ‏.

## وصلات خارجية
- فيك لوند على موقع إي آس بي آن كريك إنفو (الإنجليزية)